# Canautla
Canautla är en ort i Mexiko.   Den ligger i kommunen Zacatlán och delstaten Puebla, i den sydöstra delen av landet, 130 km öster om huvudstaden Mexico City. Canautla ligger 2 275 meter över havet och antalet invånare är 250.
Terrängen runt Canautla är huvudsakligen kuperad, men den allra närmaste omgivningen är platt. Runt Canautla är det ganska tätbefolkat, med 54 invånare per kvadratkilometer. Närmaste större samhälle är Zacatlán, 8,8 km nordost om Canautla. Omgivningarna runt Canautla är en mosaik av jordbruksmark och naturlig växtlighet.